# Plexaurella heteropora
Plexaurella heteropora is een zachte koraalsoort uit de familie Plexauridae. De koraalsoort komt uit het geslacht Plexaurella. Plexaurella heteropora werd in 1816 voor het eerst wetenschappelijk beschreven door Lamarck. 